# 阿拉木图宣言 (1978年)
阿拉木图宣言（Declaration of Alma-Ata）是1978年9月6日至12日为保障并增进世界所有人的健康，世界卫生组织与联合国儿童基金会在阿拉木图联合召开134个国家的代表参加的国际初级卫生保健大会，订立的关于初级卫生保健的宣言。

## 概述
宣言要求各国政府与所有卫生保健从业人员立即行动起来，保护和促进所有人的健康。这是第一份强调初级卫生保健重要性的国际宣言。从此初级卫生保健为世卫组织成员国接受并作为实现2000年人人享有卫生保健目标的关键和基本途径。。阿拉木图宣言是20世纪公共卫生领域里程牌事件。宣言部分受到了中国赤脚医生体制的影响，被认为极大改变了中国农村地区初级卫生保健的状况。“2000年人人享有初级卫生保健”全球卫生战略目标提出以后，在世界卫生组织185个会员国中，几乎所有国家的元首或政府首脑对该目标的实现作出了政治承诺。中国国务院总理李鹏和中国国家主席杨尚昆分别于1988年和1991年对该目标作出了承诺。

### 对健康的定义
《宣言》的第一节把健康定义为：不存在疾病与体虚，且身心与社会幸福的总体状态，是一项基本人权。

### 平等性
《宣言》重点强调了公平的卫生保健。人民健康状态在发达国家与发展中国家之间以及国家内部现存的严重不平等，在政治上、社会上及经济上是不能接受的。

### 作为社会经济议题与一项人权的卫生保健
经济及社会发展是实现人人享有保健的前提。反之，增进并保障人民健康，对经济社会发展的可持续性也是首要条件，并有助于实现更为美好的生活与世界和平。
人民可以个别地及集体地参与卫生保健的权利与义务。

### 政府的角色
宣言指出政府有责任为其人民的健康提供充分的卫生及社会措施；并发起号召在此后20余年各政府、国际组织及整个国际大家庭为二十世纪末实现人人享有卫生保健而努力奋斗。

### 初级卫生保健及其内容
宣言号召各签署国关注初级卫生保健，作为其卫生体系的重要部分。从此，世卫组织多次强调初级卫生保健是建立一个卫生系统最经济有效的方式。

## 对阿拉木图宣言的批评与反映
《阿拉木图宣言》遭到西方世界尖锐批评与反对。很多人认为“2000年人人享有初级卫生保健”是空中楼阁。Marcos Cueto发表评论性文章《The Origins of Primary Health Care and Selective Primary Health Care》，谴责《阿拉木图宣言》是非现实的、意识形态化的、乌托邦的。1979年洛克菲勒基金会赞助的在意大利召开的“健康与人口发展会议”（Health and Population Development Conference）提出更现实地初级卫生保健实现途径——有选择的初级卫生保健（Selective Primary Health Care），即针对特定的、常见的死亡原因，并认为“有选择的初级卫生保健”目标清晰、成本低廉、环节可控、易于观测评估。

## 初级卫生保健全球会议
《宣言》四十周年之际，2018年10月25日至26日，世界卫生组织、联合国儿童基金会给、哈萨克斯坦政府联合召开了“初级卫生保健全球会议”。

## 《阿拉木图宣言》全文
于1978年9月12日在阿拉木图召开的国际初级卫生保健大会表述了所有政府、所有卫生及发展工作者及世界大家庭为保障并增进世界所有人民的健康而立即行动的必要性，兹特作宣言如下：
1. 大会兹坚定重申健康不仅是疾病与体虚的匿迹，而是身心健康社会幸福的总体状态，是基本人权，达到尽可能高的健康水平是世界范围的一项最重要的社会性目标，而其实现，则要求卫生部门及其他多种社会及经济部门的行动。
2. 人民健康状态、特别是发达国家与发展中国家之间以及国家内部现存的严重不平等，在政治上、社会上及经济上是不能接受的，从而是所有国家关心所在。
3. 以国际新经济秩序为基础的经济及社会发展对充分实现人人享有保健并缩短发展中及发达国家之间卫生状态的差距是首要的。增进并保障人民健康对持续的经济社会发展是首要的并有助于更为美好的生活质量及世界和平。
4. 人民有个别地及集体地参与他们的卫生保健的权利与义务。
5. 政府为其人民的健康负有责任，而这只能备有充分的卫生及社会性措施方能实现。在2000年时使所有人民享有能使他们过着社会及经济富裕生活的健康水平应是今后数十年内各政府、国际组织及整个国际大家庭的一项主要的社会性目标。初级卫生保健是在社会公正精神下实现作为发展的一个部分的目标的主要渠道。
6. 初级卫生保健是基于切实可行、学术上可靠而又为社会所接受的方式与技术之上的主要的卫生保健，通过群众中个人及家庭的参与，并在本着自力更生及自决精神而发展的各个阶段上群众及国家能以维持的费用而使之遍及所有人等。它既是国家卫生体制的一个组成部分、一个功能的中心和活动的焦点，也是群众社会及经济总体发展的一个组成部分。它是个人、家庭、群众与国家保健系统接触的第一环，能使卫生保健尽可能接近于人民居住及工作场所；它还是卫生保健持续进程的起始一级。
7. 初级卫生保健：

  - 反映着并产生于国家及其群众的经济条件及社会经济和政治特点，并建基于社会、生物医学及卫生服务研究有关结果的实施及公共卫生经验之上；
  - 提出群众中的主要卫生问题，并相应地提供促进、预防、治疗及康复服务；
  - 至少包括有：对当前流行的卫生问题以及预防及控制方法的宣传教育；改善食品供应及适当的营养；安全饮用水的适量供应及基本环境卫生；妇幼卫生保健、包括家庭计划；主要传染病的免疫接种；当地地方病的预防及控制；常见病伤的妥善处理；以及基本药物的提供；
  - 除卫生部门外，还涉及到国家及群众发展各有关部门及有关方面，特别是农业、畜牧、食品、工业、教育、住房、群众工作、交通及其他部门；并要求所有部门的协作；
  - 要求并最大限度的推动个人自力更生并参与初级卫生保健的规划、组织、工作及管理，充分利用当地、本国及其他现有资源；为此目的而通过适宜的宣传教育以提高群众能力以便参与；
  - 应有连贯的、相互结合、相互支持而有效的转诊制度从而导致循序渐进地为所有人等改善全面的卫生保健，而重点则是对之最感需要的人们；
  - 在当地的及转诊的体制中依靠包括有医师、护士、助产士、助理人员，还包括在切实可行的情况下，群众卫生人员以及必要时的传统医，经适当的社会及业务培训后以医疗队的形式开展工作以满足群众中反映出来的卫生需求。

8. 所有政府应拟订出国家的政策、战略及行动计划，在其他部门的协作下发起并持续开展作为国家全面的卫生制度组成部分之一的初级卫生保健。为此目的，便需发挥政治意志，合理调动国家资源并使用外来资源。
9. 由于任何一个国家实现全民健康都将直接作用于并有助于其他国家，因而，所有国家都应本着协同共事精神进行合作。在这方面，世界卫生组织/联合国儿童基金会就初级卫生保健的联合报告是世界范围内进一步发展及实施初级卫生保健的坚实基础。
10. 2000年时使所有人民的健康达到令人满意的水平，将能通过更充分、更完善地使用世界资源予以实现，而现时资源中为数可观的一部分却耗费在军备及军事冲突上。一项真正的独立、和平、缓和及裁军政策将能而并也应能挪出额外的资源真正用于和平的目的，特别是用作加速社会及经济发展进程，而作为其主要部分的初级卫生保健应拨付给相应的份额。